# Juan Esteban Arango
Juan Esteban Arango Carvajal (ur. 9 października 1986 w Medellín) – kolumbijski kolarz torowy i szosowy, srebrny medalista mistrzostw świata w kolarstwie torowym.

## Kariera
Pierwszy sukces na arenie międzynarodowej Juan Esteban Arango osiągnął w 2008 roku, kiedy zwyciężył w kanadyjskim wyścigu szosowym Coupe de la Paix. W tym samym roku brał udział w igrzyskach olimpijskich w Pekinie, zajmując dziesiąte miejsce w drużynowym wyścigu na dochodzenie. W 2010 roku wystąpił na torowych mistrzostwach świata w Kopenhadze, gdzie wywalczył srebrny medal w scratchu, ulegając tylko Duńczykowi Alexowi Rasmussenowi. Na tych samych mistrzostwach był ponadto szósty w omnium i dziesiąty w indywidualnym wyścigu na dochodzenie. Rok później, podczas igrzysk panamerykańskich w Guadalajarze Arango zdobył złote medale w omnium i drużynowym wyścigu na dochodzenie.